# Джош Авотунде
Джош Авотунде (12 червня 1995 , Ланем, Мериленд ) — американський легкоатлет, що спеціалізується на штовханні ядра, призер чемпіонату світу.

## Кар'єра
| Рік             | Змагання                     | Місце проведення | Місце           | Дисципліна      | Результат       | Примітки        |
| Представник США | Представник США              | Представник США  | Представник США | Представник США | Представник США | Представник США |
| --------------- | ---------------------------- | ---------------- | --------------- | --------------- | --------------- | --------------- |
| 2019            | Панамериканські ігри         | Ліма, Перу       | 6               | штовхання ядра  | 20.66 м         |                 |
| 2021            | Олімпійські випробування США | Юджин, США       | 5               | штовхання ядра  | 21.84 м         |                 |
| 2022            | Чемпіонат світу в приміщенні | Белград, Сербія  | 5               | штовхання ядра  | 21.70 м         |                 |
| 2022            | Чемпіонат світу              | Юджин, США       | 3               | штовхання ядра  | 22.29 м         | PB              |